# Helius subobsoletus
Helius subobsoletus är en tvåvingeart som först beskrevs av Alexander 1921.  Helius subobsoletus ingår i släktet Helius och familjen småharkrankar. Inga underarter finns listade i Catalogue of Life.